# TAI/アグスタウェストランド T129 ATAK
T129 ATAK
T129 ATAK
- 用途：対地・対戦車攻撃
- 分類：攻撃ヘリコプター
- 製造者：ターキッシュ・エアロスペース・インダストリーズ（TAI）/ アグスタ・ウェストランド（現レオナルド S.p.A）
- 運用者：トルコ陸軍
- 初飛行：2009年9月28日
- 生産数：43機[1][2][3][4][5]
- 運用開始：2014年
- 運用状況：現役

T129は、イタリアのアグスタ・ウェストランド社（現レオナルド S.p.A）が開発したA129 マングスタを、ターキッシュ・エアロスペース・インダストリーズ社（TAI）がトルコ陸軍向けにライセンス生産した攻撃ヘリコプター。本機は昼夜を問わず高温・高地での先進的な攻撃と偵察を目的として設計された。
ATAKの計画はトルコ軍の攻撃と戦術偵察ヘリコプターの要求に応じるために開始された。T129はトルコで開発された高度なアビオニクスと機体の改良と兵器システムを改良型のエンジン、減速機と回転翼を備えたアグスタウェストランド A129の機体に搭載した結果である。

## 開発経緯

### 起源
ATAK計画はトルコ軍の攻撃と戦術偵察のヘリコプターの要求に応じるために開始された。トルコは2007年3月30日にアグスタウェストランド社と共同でA129 マングスタを原型として51機(オプションで40機)を開発する事を決定した。TAIでT129として最終的に組み立てられると発表した。2007年9月7日に総額$120億ドルの契約が調印された。

### 飛行試験

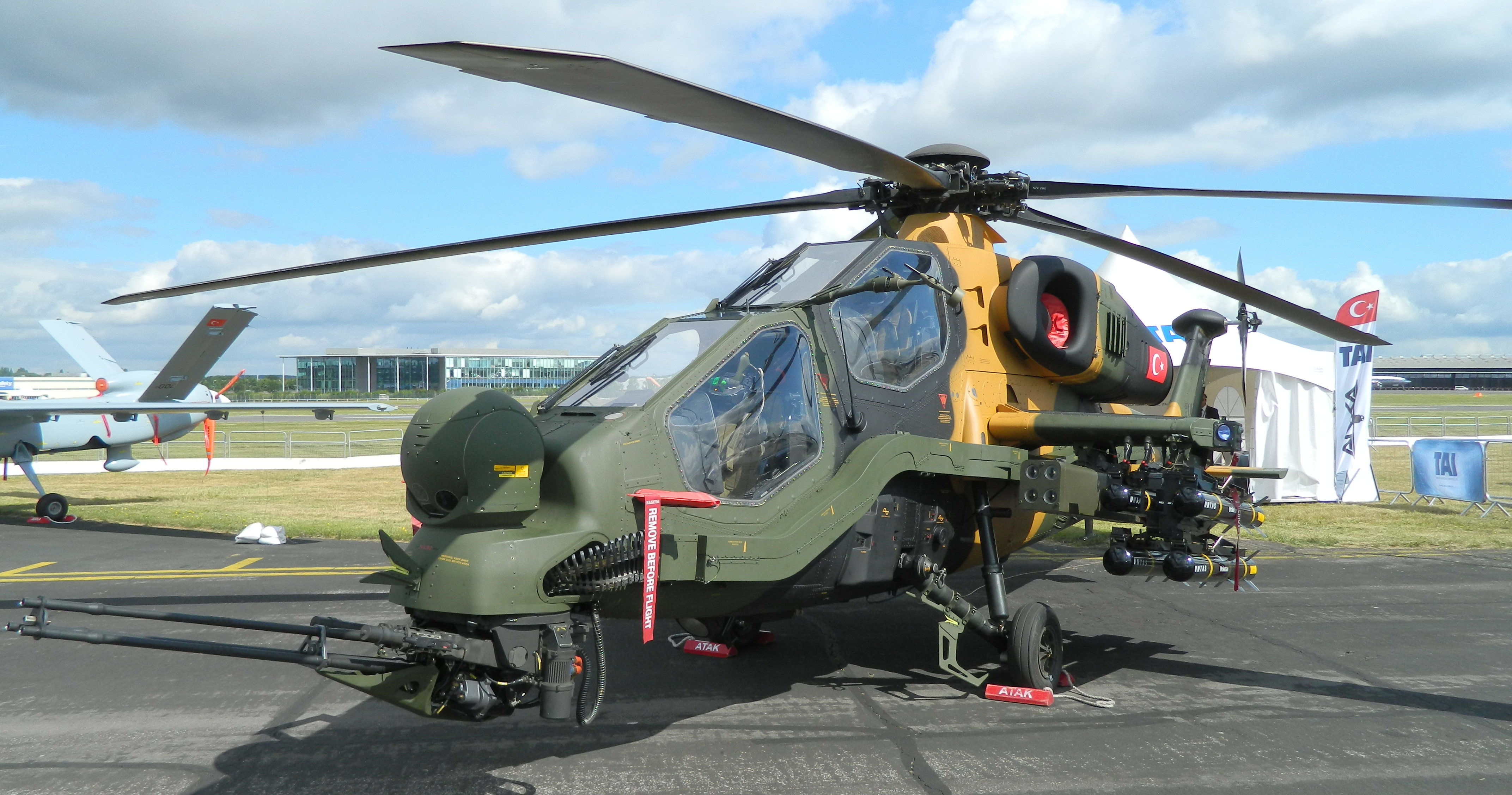
2014年のファーンボロー国際航空ショーで展示されたT129 "1001"

2009年9月28日にT129の初飛行がイタリアのヴェルジャーテにあるアグスタウェストランドの施設で実施された。2010年3月19日に最初のT129の試作機(P1)の高地での浮上試験が実施された。浮上試験中、T129 P1は尾部回転翼を高度15,000フィートで失った。テストパイロットのCassioliは墜落前にどうにか回復動作を試み、乗員は深刻な負傷を逃れた。2011年8月17日にTIAはトルコ国内で最初に組み立てられたT129の試作機である"P6"の初飛行に成功したと報じた。

## 採用国

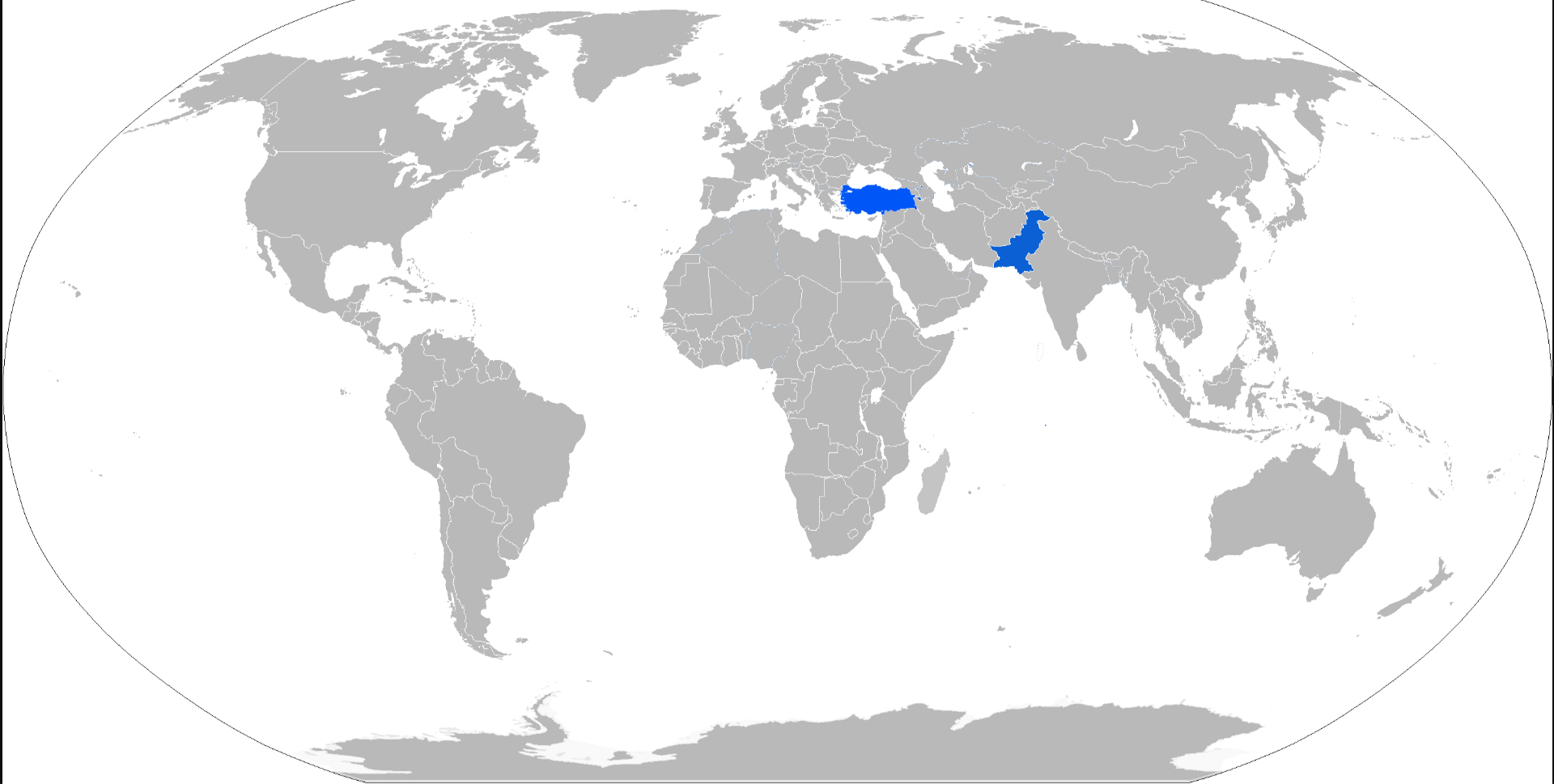
T129の採用国（青）

ナイジェリア
 フィリピン
2018年12月7日、フィリピンのデルフィン・ロレンザーナ国防相は、8～10機のT129を導入予定であることを明らかにした。
 トルコ
- トルコ陸軍 - 40機運用中[21]
- ジャンダルマ - 4機運用中[22]
- 警察総局

2021年2月17日、トルコ内務省は、T129が警察総局に引き渡されたことを発表した。

### 採用中断
パキスタン
- パキスタン陸軍航空隊（英語版） - 30機（発注機数）[24][25]

2018年5月24日にAH-1Fの後継機として、30機以上の導入契約を締結したことを発表したが、2021年3月8日にアメリカがLHTEC T800-4Aターボシャフトエンジンの輸出を許可せず、売却は阻止されたことがトルコ大統領報道官から公表された。一方パキスタン当局は2022年1月に報道の一部を否定し、契約のキャンセルは行われていないとしている。2024年時点で、T129の納入は行われていない。

## 型式
T129A EDH
初期生産型。
T129B
対戦車ミサイル運用能力付与型。

## 性能諸元
出典: AgustaWestland T129 data, その他
諸元
- 乗員: 2名: 操縦士と副操縦士/射手
- 全長: 44 ft 1 in （13.45 m）
- 全高: 11 ft 2 in （3.4 m）
- ローター直径: 39 ft 0 in （11.90 m）
- 最大離陸重量: 11,023 lb （5,000 kg）
- 動力: LHTEC CTS800-4A ターボシャフト、1,361 shp （1,014 kW）   × 2基主回転翼 - 5枚

性能
- 最大速度: 151 knots, 174 mph （278 km/h）
- 巡航速度: 145 knots, 167 mph （269 km/h）
- フェリー飛行時航続距離: 540 nmi, 620 mi （1,000 km）
- 航続距離: 303 nmi, 341 mi （561 km）
- 実用上昇限度: 20,000 ft （6,096 m）
- 上昇率: 2,750 ft/min （14.0 m/s）

武装
- 固定武装: 1× M197 20x102 mm (0.787 in) ガトリング砲 (500発携行)[34][35]

T129の三面図

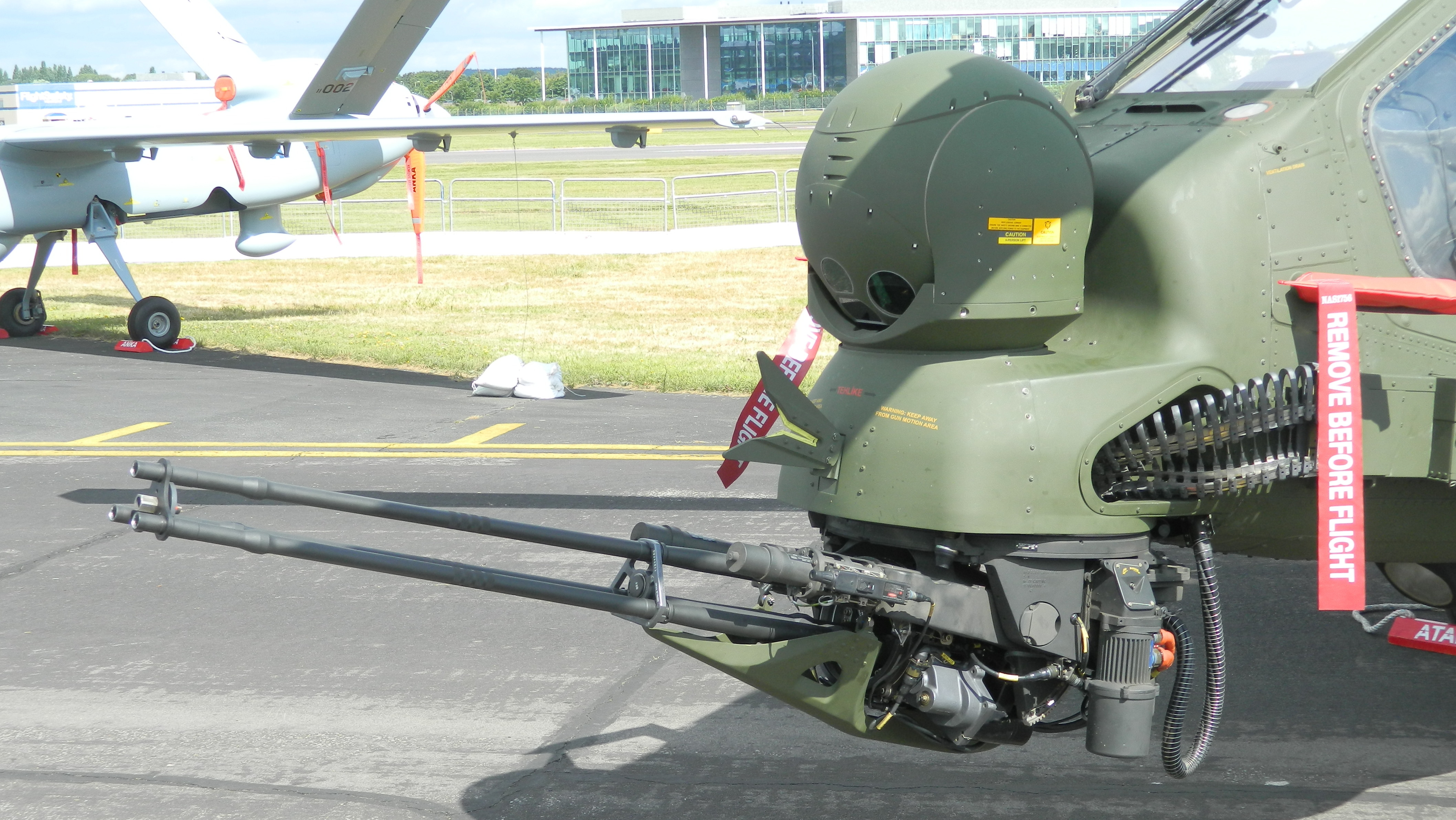
機首の20mm機関砲

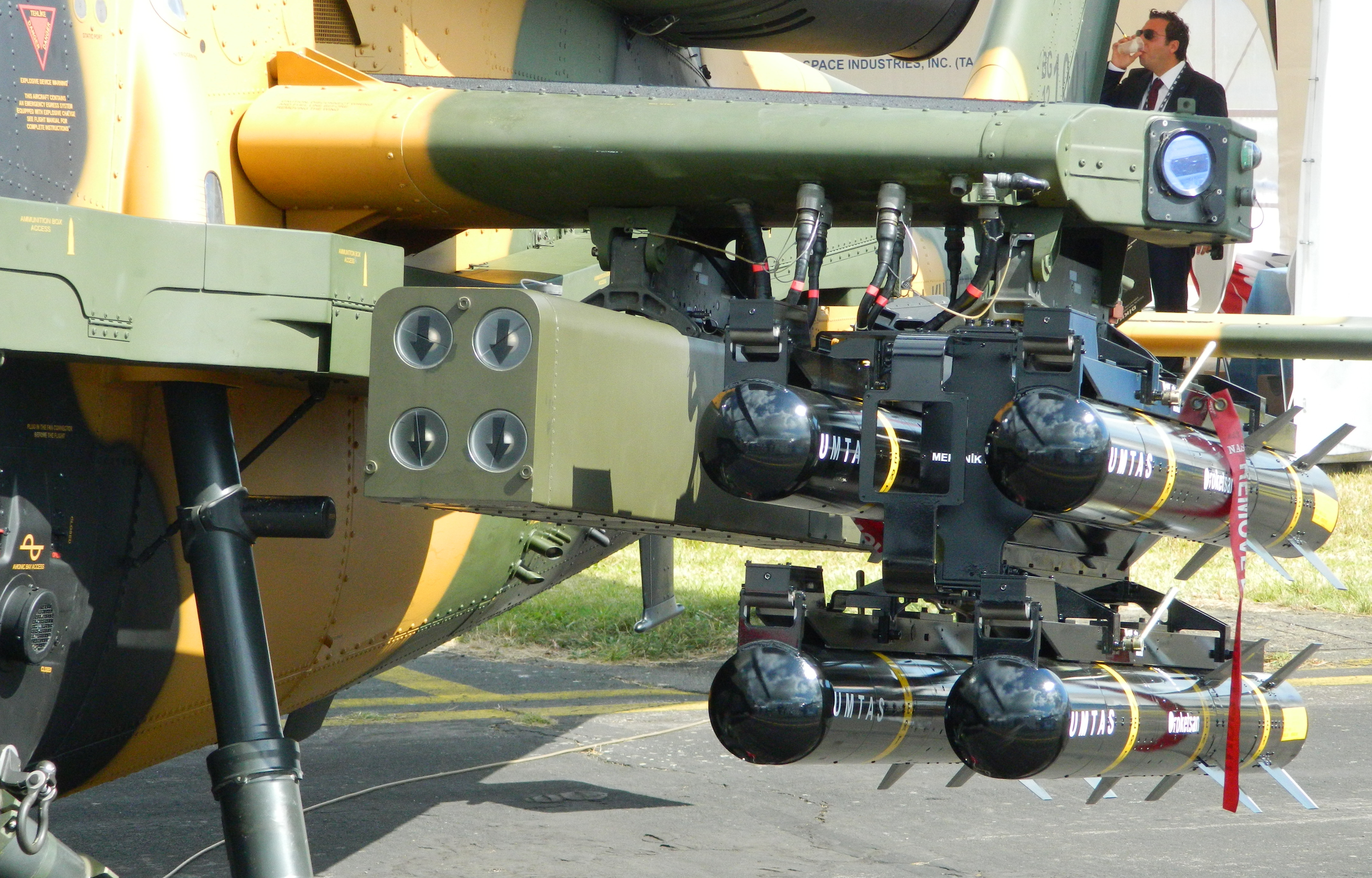
スタブ・ウイングのハードポイント

- - 8× AGM-114 ヘルファイア, BGM-71 TOW, ハイドラ70ロケット弾, Spike-ER, UMTAS, en:OMTAS対戦車と対装甲ミサイルとSura D/Snora.
  - 12x en:Roketsan Cirit
  - 2× AIM-92 スティンガー,ミストラル,AIM-9 サイドワインダー空対空ミサイル[36]